# Sanju
Sanju è un film del 2018 diretto da Rajkumar Hirani.
Il film segue la vicenda dell'attore Sanjay Dutt, arrestato perché coinvolto nella strage di Mumbai del 12 marzo 1993.

## Riconoscimenti
- International Indian Film Academy Awards 2019: 
  - Best Actor in a Supporting Role a Vicky Kaushal
- Filmfare Awards 2019: 
  - Miglior attore a Ranbir Kapoor
  - Miglior attore non protagonista a Vicky Kaushal